# NGC 6815
NGC 6815 – grupa gwiazd znajdująca się w gwiazdozbiorze Liska, klasyfikowana jako asteryzm lub gromada otwarta. Odkrył ją John Herschel 18 sierpnia 1828 roku. Znajduje się w odległości ok. 6600 lat świetlnych od Słońca oraz 25,3 tys. lat świetlnych od centrum Galaktyki.